# Sylwia Gregorczyk-Abram

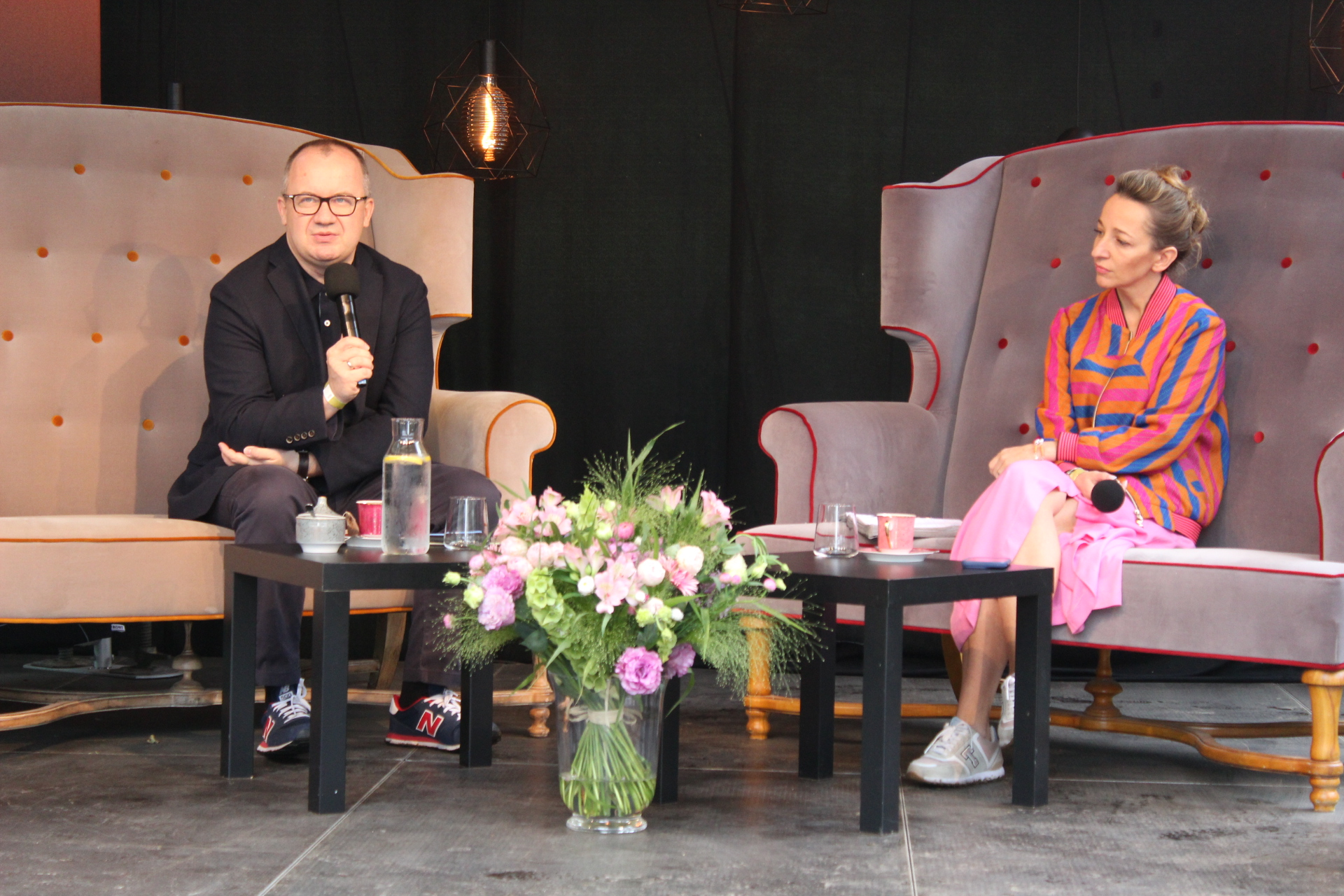
Adam Bodnar i Sylwia Gregorczyk-Abram (2024)

Sylwia Marta Gregorczyk-Abram (ur. 19 listopada 1982) – polska adwokat i działaczka społeczna.

## Życiorys
Została absolwentką Wydziału Prawa i Administracji Uniwersytetu Warszawskiego (2006) oraz podyplomowych studiów prawa medycznego, bioetyki i socjologii. W 2010 uzyskała wpis na warszawską listę adwokatów.
Jest społecznie zaangażowana w organizacje pozarządowe działające na rzecz rozwoju społeczeństwa obywatelskiego, ochrony praworządności oraz systemowych zmian w polskim systemie sprawiedliwości. W kwietniu 2016 została koordynatorką do spraw kontaktów z organizacjami pozarządowymi przy Okręgowej Radzie Adwokackiej w Warszawie. Współtwórczyni inicjatywy obywatelskiej „Wolne Sądy”, Komitetu Obrony Sprawiedliwości oraz członkini zarządu Stowarzyszenia im. Prof. Zbigniewa Hołdy. W tym ostatnim była pomysłodawczynią Tygodnia Konstytucyjnego. W ramach współpracy z Helsińską Fundacją Praw Człowieka współprzygotowywała skargę do Europejskiego Trybunału Praw Człowieka na wyburzenia osady romskiej we Wrocławiu. Wspiera także Fundację Dzieci Niczyje i Stowarzyszenie „Amp Futbol”.
W latach 2021–2022 była stałą felietonistką Halo.Radia.
Była m.in. pełnomocniczką w sprawach o zakaz dystrybucji naklejek „strefa wolna od LGBT” czy skarżących sędziów przed Trybunałem Sprawiedliwości Unii Europejskiej w połączonych sprawach C-585/18, C-624/18iC-625/18A.K. w sprawie pytań prejudycjalnych dotyczących zgodności z unijną zasadą praworządności powoływania Krajowej Rady Sądownictwa oraz utworzenia Izby Dyscyplinarnej Sądy Najwyższego, zakończonych wyrokiem 19 listopada 2019.
Zawodowo w latach 2006–2024 związana z kancelarią Clifford Chance, gdzie odpowiadała za praktykę pro publico bono. Specjalizuje się w postępowaniach sądowych, prawie cywilnym i karnym.

## Nagrody i wyróżnienia
- 2016 – tytuł Prawnika Pro Bono Rzeczpospolitej[10]
- 2016 – wyróżnienie w konkursie Wolters Kluwer i Dziennika Gazety Prawnej „Rising Stars – Prawnicy liderzy jutra 2016”[11]
- 2019 – wyróżnienie w XIII edycji Nagrody im. Edwarda J. Wende (zespołowo, za stworzenie inicjatywy #Wolne Sądy)[12]
- 2019 – „Złoty Paragraf” Dziennika Gazety Prawnej w kategorii najlepszy adwokat[13]
- 2020 – 41. miejsce wśród najbardziej wpływowych prawników w Polsce 2019 według Dziennika Gazety Prawnej – ex aequo z jej partnerem zawodowym Michałem Wawrykiewiczem[7]
- 2024 – Warszawianka Roku[14]